# Xã Rogers, Quận Cass, Minnesota
Xã Rogers (tiếng Anh: Rogers Township) là một xã thuộc quận Cass, tiểu bang Minnesota, Hoa Kỳ. Năm 2010, dân số của xã này là 63 người.